# Florian Lipowitz
Florian Lipowitz (* 21. září 2000) je německý profesionální silniční cyklista jezdící za UCI WorldTeam Red Bull–Bora–Hansgrohe. Lipowitz byl v mládí biatlonistou, ale od roku 2020 se věnuje silniční cyklistice.

## Hlavní výsledky
2021
Giro della Valle d'Aosta
5. místo celkově
Grand Prix Jeseníky
10. místo celkově
2022
8. místo GP Capodarco
2023
Czech Tour
 celkový vítěz
 vítěz bodovací soutěže
vítěz 2. etapy
Kolem Turecka
4. místo celkově
Sibiu Cycling Tour
6. místo celkově
2024
3. místo Tour de Romandie
Vuelta a España
lídr  po 6. etapě
2025
Paříž–Nice
2. místo celkově
 Nejlepší mladý jezdec
4. místo Kolem Baskicka

### Výsledky na Grand Tours
| Grand Tour      | 2023 | 2024 | 2025 |
| --------------- | ---- | ---- | ---- |
| Giro d'Italia   | —    | DNF  |      |
| Tour de France  | —    | —    | 3    |
| Vuelta a España | —    | 7    |      |

| —   | Nezúčastnil se |
| DNF | Nedokončil     |